# Hripsime Jurshudian
Hripsime Jurshudian (en armenio: Հռիփսիմե Խուրշուդյան; Kasagh, URSS, 27 de julio de 1987) es una deportista armenia que compite en halterofilia.
Participó en los Juegos Olímpicos de Londres 2012, obteniendo una medalla de bronce en la categoría de +75 kg; medalla que perdió posteriormente por dopaje.
Ganó cuatro medallas en el Campeonato Europeo de Halterofilia entre los años 2006 y 2024. El resto de medallas, un bronce en el Mundial de 2009 y cuatro medallas en los Europeos, las perdió por dopaje.

## Palmarés internacional
| Juegos Olímpicos   | Juegos Olímpicos       | Juegos Olímpicos  | Juegos Olímpicos |
| Año                | Lugar                  | Medalla           | Categoría        |
| ------------------ | ---------------------- | ----------------- | ---------------- |
| 2012               | Londres (Reino Unido)  | DSC               | +75 kg           |
| Campeonato Mundial |                        |                   |                  |
| Año                | Lugar                  | Medalla           | Categoría        |
| 2009               | Goyang (Corea del Sur) | DSC               | 75 kg            |
| Campeonato Europeo |                        |                   |                  |
| Año                | Lugar                  | Medalla           | Categoría        |
| 2006               | Władysławowo (Polonia) | Medalla de plata  | 75 kg            |
| 2007               | Estrasburgo (Francia)  | Medalla de oro    | 75 kg            |
| 2009               | Bucarest (Rumania)     | DSC               | 75 kg            |
| 2010               | Minsk (Bielorrusia)    | DSC               | 75 kg            |
| 2011               | Kazán (Rusia)          | DSC               | +75 kg           |
| 2016               | Førde (Noruega)        | DSC               | +75 kg           |
| 2023               | Ereván (Armenia)       | Medalla de bronce | 87 kg            |
| 2024               | Sofía (Bulgaria)       | Medalla de bronce | 87 kg            |